# Rockwell B-1 Lancer
Il Rockwell B-1 Lancer è un bombardiere strategico supersonico statunitense quadrireattore e quadriposto. È l'ultimo dei bombardieri americani della guerra fredda ed è stato inizialmente sviluppato come bombardiere da Mach 2 ad alta quota e ridotta segnatura radar (circa un decimo di quella del B-52); poi è stato riprogettato nella convinzione che i bombardieri ad alta quota fossero diventati impraticabili con le difese dell'Unione Sovietica ("Rockwell International"); passando alla missione della penetrazione a bassa quota e velocità transoniche.
Con la sua autonomia elevata e la capacità di trasportare fino a 40 tonnellate teoriche di carico, è stato reso un bombardiere strategico per missioni di interdizione. Il suo principale problema, oltre alla difficoltà di messa a punto dell'impiantistica, è stata la necessità di diminuire le distanze di lancio rispetto al bersaglio, dato che i missili a lunga gittata ALCM (incl. "Tomahawk") sono stati dati in carico ai più vecchi B-52. 
Per i B-1B sono disponibili solo gli SRAM e le bombe a caduta libera.

## Storia

### Sviluppo
Il progetto del B-1 nacque in risposta al requisito Advanced Manned Strategic Aircraft (AMSA) emesso dall'USAF nel 1965 per sostituire il Boeing B-52 Stratofortress. Dopo varie incertezze, soprattutto dovute alla perplessità che dei bombardieri potessero ancora contribuire al dispiegamento delle forze nucleari accanto a ICBM e SLBM, nel 1970 venne assegnato alla Rockwell International per l'avvio del programma, ora ufficialmente battezzato B-1A. Ai tre prototipi costruiti nel 1974 se ne aggiunse un quarto nel 1976. A quell'epoca, l'USAF era intenzionata a mettere in linea col SAC (Strategic Air Command) ben 240 velivoli.
La dottrina d'impiego prevedeva la penetrazione dello spazio aereo sovietico ad alta velocità (possibilmente 2 Mach) e ad alta quota. Il B-1A era quindi dotato di ali e prese d'aria a geometria variabile, nonché una grande quantità di carburante per poter sostenere per periodi prolungati gli alti consumi richiesti per andare ad alta velocità.
In realtà, varie perplessità rimanevano nei vertici USAF e nel congresso sulle capacità del B-1A di penetrare le difese integrate dell'URSS, specie dopo che nel 1976 Viktor Belenko, pilota disertore sovietico, rivelò che la V-VS stava per mettere in campo il successore del MiG-25. Era il periodo della paranoia del "Foxbat", capace di prestazioni eccezionali, e del suo successore (poi concretizzatosi nel MiG-31 "Foxhound") con capacità look-down/shoot-down, grazie a un radar a scansione elettronica, sembravano rendere la missione del costruendo bombardiere statunitense quasi impossibile.
Nel 1977 il presidente statunitense Carter decise quindi di annullare il progetto del B-1A, puntando piuttosto sui nuovi missili da crociera lanciati da velivoli (ALCM), nella fattispecie dai B-52. A quell'epoca inoltre probabilmente già si pensava ad un bombardiere stealth (che sarebbe diventato il B-2), quindi lo stop al programma non metteva in discussione la dottrina dell'USAF, bensì solo le prestazioni del B-1A. Comunque i collaudi in volo dei quattro prototipi proseguirono.
Con la salita alla Casa Bianca di Ronald Reagan nel 1981, si ebbe una nuova corsa agli armamenti, giustificata secondo l'amministrazione americana anche da una serie di iniziative sovietiche (Angola nel 1975, invasione dell'Afghanistan nel 1979), nonché dallo svilupparsi di nuove aree di crisi impreviste (Iran). Di fatto il solo B-52 sembrava inadeguato a fornire una risposta in aree di crisi lontane. Inoltre veniva data una nuova enfasi agli armamenti convenzionali, poiché il semplice possesso di armi nucleari, da solo, non poteva risolvere crisi di carattere regionale, come già la guerra di Corea e del Vietnam avevano dimostrato (l'URSS invece lo stava apprendendo in Afghanistan).
Nel 1981 quindi si passò ad uno studio di possibili piattaforme da immettere in servizio entro gli anni novanta. Scartata una variante dell'FB-111, ci si concentrò su una versione evoluta del B-1A. Ritenendo (probabilmente a torto) che le difese sovietiche incentrate su nuove piattaforme AWACS e MiG-31 "Foxhound" fossero impenetrabili ad alta quota, prese piede l'idea di usare l'aereo della Rockwell International per penetrazioni a bassa quota (circa 60 m) ed alta velocità (0,9 Mach). A queste andavano aggiunte caratteristiche di "invisibilità" assai spinte per rendere complicata l'individuazione del bombardiere. Questa nuova evoluzione venne denominata B-1B.
Di fatto, il B-1B è solo esternamente simile al B-1A. La sua sezione radar equivalente (in inglese Radar Cross Section RCS), è pari a 1/100 di quella del bombardiere annullato da Carter nel 1977. Pur restando la configurazione con ali a geometria variabile, esse furono studiate per il volo a bassissima quota. Ugualmente, le prese d'aria dei motori furono rese fisse, a tutto vantaggio di una minore visibilità radar ma a discapito delle prestazioni velocistiche, che in quota scendevano a "soli" 1,25 Mach.
La produzione di 100 velivoli iniziò nel 1984, e il primo B-1B di serie arrivò alla Dyess Air Force Base il7 luglio 1985. Il costo unitario è stato calcolato in 283,1 milioni di dollari (dati del 1998). L'ultimo esemplare di serie fu consegnato il 2 maggio 1988.
Nonostante i vari aggiornamenti subiti, il velivolo non ha mai raggiunto le prestazioni del Tupolev Tu-160.
Il 17 febbraio 2021 è iniziato il ritiro (concluso il 24 settembre dello stesso anno) di 17 dei 62 B-1B in organico, che ha ridotto la flotta a 45 esemplari.

### Impiego operativo
Il B-1 entrò ufficialmente in servizio il 1º ottobre 1986. Progettato espressamente per svolgere missioni di bombardamento nucleare, non prese parte alla prima guerra del Golfo. Fu però successivamente utilizzato nel 1998 contro l'Iraq e l'anno successivo contro la Serbia. Nel 2001, durante una missione notturna in Afghanistan, un B-1 è precipitato nell'Oceano Indiano a 30 miglia dalla base navale americana nell'isola di Diego Garcia.

## Descrizione tecnica

### Struttura
Il B-1 si presenta come un velivolo snello con ala a geometria variabile, spinto da quattro motori posti in due gondole sotto le ali. Partendo dal muso, troviamo due superfici canard, regolate automaticamente, per aiutare i piloti nella conduzione del velivolo. Seguono le due semiali principali, la cui parte mobile è incernierata molto vicino alla fusoliera. Il bordo d'attacco è stato rinforzato, a seguito di un tragico incidente in cui un velivolo andò perduto dopo aver urtato dei volatili. Si possono scegliere ben cinque posizioni per le ali: a 15°, a 25°, a 45°, a 55° e infine a 67,5°.

### Propulsione
La propulsione è assicurata da quattro motori General Electric F101-GE102, versione adatta alle basse quote del motore originariamente previsto per il B-1A. Capostipite dell'F110 e presente, senza postbruciatore, anche sul B-2, l'F101 è un turbofan bialbero, dotato di una ventola a due stadi, azionata da una turbina anch'essa bistadio, e da nove stadi ad alta pressione, azionati da una turbina monostadio. La spinta, con postbruciatore inserito, è pari a 30000 libbre, ovvero 133,4 kN. Il rapporto di compressione è di 26,8:1.
Il Lancer può trasportare ben 114 490 litri di combustibile, che gli garantiscono un'autonomia di oltre 12000 km. Inoltre, può trasportare anche un serbatoio ausiliario interno, capace di ulteriori 10 515 litri.

### Armamento
Il B-1B è dotato di tre stive lunghe circa 5,5 metri, due contigue davanti ai motori più una posteriore, nelle quali possono trovare alloggio missili cruise AGM-86, AGM-69 SRAM (fino a 24), bombe nucleari B-61 e B-83, nonché, a partire dagli anni '90, quasi tutto il carico di caduta convenzionale presente nell'arsenale USAF, comprese le JDAM.
I missili cruise trasportabili internamente sono solo 8, altri 12 si possono agganciare all'esterno, questo perché la missione principale del Lancer era (ed è) la penetrazione dello spazio aereo nemico, mentre il vettore previsto per gli AGM-86 era il B-52H (12 ordigni). Come carico convenzionale si va dalle 84 bombe Mk.82 da 500 libbre (227 kg), alle 24 Mk.84 da 2000 libbre (907 kg) o penetratori BLU-109, entrambe con kit di guida JDAM.
Complessivamente, l'aereo può imbarcare nelle tre stive fino a 34000 kg di bombe. In pratica, considerando i tipi di ordigni in dotazione all'USAF, il carico massimo utilizzabile è di 29000 kg. Comunque, l'aereo possiede anche dei punti d'aggancio esterni per ulteriori 22680 kg, ma questi non vengono mai usati.
Tra il novembre 2007 e il marzo 2011, la capacità nucleare del Lancer è stata rimossa in conformità con il Trattato di riduzione delle armi strategiche (START), che ha limitato la flotta all’uso delle sole armi convenzionali.

#### Bombe
- 84 Mk-82 AIR inflatable retarder general purpose bombs[8]
- 81 Mk-82 low drag general purpose bombs[9]
- 84 Mk-62 Quickstrike sea mines
- 24 Mk-65 mine navali[10]
- 30 CBU-87/89/CBU-97 Cluster Bomb Units (CBU)[11]
- 30 CBU-103/104/105 Wind Corrected Munitions Dispenser
- 24 GBU-31 JDAM GPS guided bombs[12]
- 15 GBU-38 JDAM GPS guided bombs (Mk-82 general purpose warhead)[13]
- 24 Mk-84 general purpose bombs
- 96 or 144× GBU-39 Small Diameter Bomb GPS guided bombs[14] (not fielded on B-1 yet)
- 24 B61 thermonuclear variable-yield gravity bombs[10]
- 24 B83 nuclear bomb[10]

#### Missili

##### Precedenti
- AGM-69 SRAM
- AGM-86 ALCM

##### Attuali
- 12 AGM-154 Joint Standoff Weapon
- 24 AGM-158 JASSM

### Avionica
La cabina di pilotaggio riflette l'impostazione anni '70 del velivolo, con molti "orologi" (strumenti analogici) e niente Head-Up Display (HUD). L'equipaggio è composto da comandante, pilota, offensive system officer (OSO) e difensive system officer (DSO). Comandante e pilota dispongono di una barra di comando analoga a quella usata sui caccia, al posto dei classici volantini.
L'avionica del B-1B è quanto di più sofisticato ci fosse all'epoca. Il radar d'attacco è un AN/APQ-164, con antenna a scansione elettronica, e con una spazzata di oltre 10 miglia, permette il volo automatico da 2000 piedi a meno di 200 piedi. È possibile attivare anche dei modi speciali per seguire il terreno, come in caso di presenza di pioggia o di forti difese antiaeree.
Per la navigazione, il B-1B si avvale di un sistema astrale NAS-26, radar Doppler AN/APN-218 e radar altimetrico AN/APN-224. Il sistema difensivo è invece incentrato sul potente ALQ-161, che funge sia da ESM (Electronic Support Measures) che da ECM (contromisure elettroniche). Dotato di ben 67 antenne fra trasmittenti e riceventi disposte su tutto il velivolo, ha una potenza di picco di 120 kW e pesa quasi 2500 kg. Quando venne introdotto il sistema fu criticato e qualche problema l'ha dato, principalmente dovuto al fatto che era (ed è) assai sofisticato. In ogni caso l'ALQ-161 era stato ideato per il B-1A, cioè per la penetrazione ad alta quota, e di conseguenza la potenza disponibile per la penetrazione a bassa quota è assai eccedente le necessità. Inoltre un aereo che vola a circa 60 m di quota rimane difficile da individuare.

## Versioni
B-1A

Il B-1A fu la prima versione, era dotata di prese d'aria variabili e una velocità massima di 2,2 Mach. Vennero realizzati quattro prototipi, ma non entrò mai in produzione.
B-1B

Il B-1B è una versione rimodernata del B-1A, essenzialmente ha una sezione radar ridotta e una velocità massima di 1,25 Mach. È stata pensata principalmente per gli attacchi a bassa quota. Sono stati prodotti un totale di 100 B-1B.
B-1R

Il B-1R è stato un aggiornamento proposto nel 2004 dei già esistenti B-1B. Avrebbe avuto dei radar avanzati, capacità di lanciare missili aria-aria e nuovi motori Pratt & Whitney F119. Questa variante avrebbe di nuovo una velocità massima di 2,2 Mach ma un'autonomia ridotta del 20%. I piloni esterni già esistenti sarebbero stati modificati per poter trasportare altri tipi di armi. Riguardo la difesa aria-aria, sarebbe stato imbarcato un nuovo radar AESA e alcuni piloni verrebbero modificati per lanciare missili aria-aria.

## Utilizzatori
Stati Uniti
- United States Air Force

100 B-1B consegnati tra il 7 luglio 1985 e il 2 maggio 1988. Il 17 febbraio 2021 è iniziato il ritiro di 17 dei 62 B-1B in organico che, al settembre 2021, ha ridotto la flotta a 45 esemplari.

## Velivoli comparabili
Unione Sovietica
- Tupolev Tu-22M
- Tupolev Tu-160

## Cultura di massa
- In ambito videoludico, il Lancer compare tra i velivoli della serie di videogiochi di Ace Combat[18], nel videogioco Deadly Skies III[19] e in Digital Combat Simulator.